# Кукова Острва на Светском првенству у атлетици у дворани 2010.
Кукова Острва су трећи пут учествовала на Светском првенству у атлетици у дворани 2010. одржаном у Дохиу од 12. до 14. марта. Репрезентацију Кукових Острва представљао је један такмичар, који се такмичио у трци на 60 метара.
На овом првенству такмичар Кукових Острва није освојио ниједну медаљу али је остварио лични рекорд.

## Учесници
Мушкарци:
- Тира Арере — 60 м

## Резултати

### Мушкарци
| Атлетичар  | Дисциплина | Лични рекорд | Квалификација | Квалификација | Полуфинале           | Полуфинале           | Финале               | Финале       | Детаљи |
| Атлетичар  | Дисциплина | Лични рекорд | Резултат      | Место         | Резултат             | Место                | Резултат             | Место        | Детаљи |
| ---------- | ---------- | ------------ | ------------- | ------------- | -------------------- | -------------------- | -------------------- | ------------ | ------ |
| Тира Арере | 60 м       |              | 8,64 ЛР       | 7. у гр. 7    | Није се квалификовао | Није се квалификовао | Није се квалификовао | 49 / 51 (53) |        |